# کلووردیل (میسیسیپی)
کلووردیل (به انگلیسی: Cloverdale) مکانی در ایالت میسیسیپی کشور ایالات متحده آمریکا است که جمعیت آن در سرشماری سال ۲۰۱۰ میلادی، ۶۴۵
نفر بوده‌است.